# 魏茨附近库尔姆
魏茨附近库尔姆是奥地利施蒂利亚州魏茨县的一个市镇。总面积5.9平方公里，总人口482人，人口密度81.7人/平方公里（2005年）。